# Attaque d'ours

Illustration représentant l'attaque d'ours subie par Hugh Glass.

Une attaque d'ours est une attaque sur un être humain ou un animal de compagnie par un ou plusieurs ours. Selon une étude dirigée par Giulia Bombieri, le nombre d'attaques d'ours bruns contre les humains augmente : elle en recense 664 dans le monde entre 2000 et 2015, dont 95 soit 14,3 % mortelles pour l'homme. La plupart soit 291 ont eu lieu en Europe, 183 en Amérique du Nord et 190 en Asie.  

## Attaques d'ours contre l'homme

### En Amérique du Nord

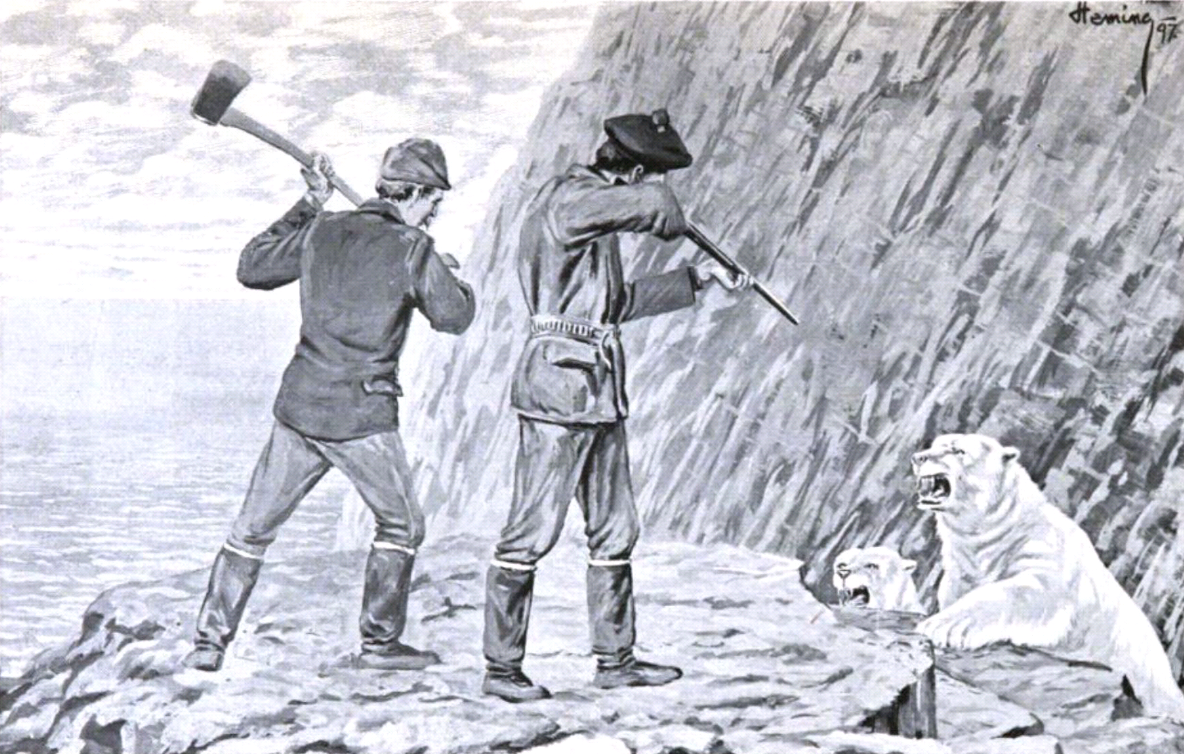
Illustration d'Arthur Heming d'une attaque d'ours blanc dans le nord du Canada, 1893

Les attaques d'êtres humains par des ours se produisent chaque année en Amérique du Nord. Elles sont le fait d'ours bruns (grizzlys, Ursus arctos horribilis), d'ours noirs (Ursus americanus) et d'ours blancs (Ursus maritimus). 
Parmi les victimes de grizzlys, Timothy Treadwell et son amie ont été tués et largement dévorés en 2003, en Alaska. En 2019, le compositeur franco-canadien Julien Gauthier a été tué au Canada, dans les Territoires du Nord-Ouest, non loin du fleuve Mackenzie. Selon son amie Camille Toscani, qui l'accompagnait et n'a pu le sauver, c'était une attaque de prédation.
Selon une étude, les ours noirs ont tué au moins 63 personnes entre 1900 et 2009, principalement au Canada et en Alaska. La grande majorité de ces attaques (88 %) est de nature prédatrice, et elles sont le fait de mâles adultes ou jeunes : les femelles accompagnées d'oursons ne seraient pas le danger principal. En 1978, c'est un ours noir mâle qui a tué trois garçons de 12, 15 et 16 ans qui pêchaient dans le parc provincial Algonquin, au Canada.
Les attaques d'ours blancs sont plus rares, mais elles sont très dangereuses. En 1990, un jeune homme qui se promenait dans un village au nord de l'Alaska a été chassé, tué et largement dévoré par un ours polaire.

### En Europe
La Roumanie est le pays européen où la population d'ours bruns est la plus nombreuse. C'est aussi celui qui compte le plus d'attaques d'ours contre l'homme : selon une chronologie établie en 2016, sept Roumains ont été tués, et quarante-sept blessés par des ours entre 2006 et 2016. Il faut ajouter pour cette période une randonneuse américaine tuée dans les Carpates en 2007. Les attaques d'ours ont continué depuis cette période en Roumanie.
En Suède, un employé du parc animalier d'Orsa a été tué par un ours en 2017, au cours d'une visite. Plusieurs personnes ont été attaquées par des ours blancs au Svalbard, dont un jeune Britannique, Horatio Chapple, qui a été tué en 2011.
En Espagne, dans la cordillère cantabrique, cinq attaques d'ours ont fait des blessés entre 1990 et 2015. En 2021, une femme de 75 ans a été blessée au visage et à la hanche alors qu'elle se promenait près de son village dans les Asturies. 
Depuis l'introduction d'ours slovènes dans les Pyrénées, on a enregistré quelques attaques. En 2008, Luis Turmo, chasseur du Val d'Aran, a été blessé au bras et à la jambe par l'ourse Hvala. En 2018, un randonneur français a été menacé par une ourse qui était accompagnée de ses oursons, en bordure d'un précipice près du Port de Girette, mais il a réussi à faire partir le plantigrade. Le 12 juin 2019, près de Seix en Ariège, un randonneur a rencontré un ourson et sa mère à une trentaine de mètres. Pourchassé par celle-ci sur une quinzaine de mètres, il a brandi une branche et l'ourse a aussitôt abandonné sa poursuite. Le 20 novembre 2021, toujours près de Seix, un chasseur a été grièvement blessé aux jambes par une ourse (qui accompagnait ses deux oursons). Il a riposté en la tuant avec sa carabine, avant d'être secouru et hospitalisé. 
En Italie, un père et son fils adulte ont été attaqués par un ours dans les Dolomites en 2020. Le père a notamment subi une fracture du péroné. Le 5 avril 2023, un jogger de 26 ans, Andrea Papi, a été tué par une ourse près de Caldes, dans le Val di Sole.
On signale aussi des attaques en Russie d'Europe. En 2019, une jeune fille, Sonia Tchernigova, a été tuée dans un village de la République des Komis alors qu'elle se rendait à un magasin. L'enquête a conclu à une attaque de loup, alors que la mort de Sonia avait été attribuée à un ours.

### En Asie
En 1996, le photographe japonais Michio Hoshino a été tué par un ours brun au Kamtchatka. De telles attaques se produisent régulièrement dans cette péninsule de l'Extrême-Orient russe. En 2016, quatre personnes (deux sexagénaires et deux septuagénaires) ont été tuées par l'ours dans la préfecture d'Akita, au Japon. L'attaque la plus meurtrière eut lieu en 1915, à Hokkaido : dans un village de défrichement, sept personnes ont été tuées par un ours brun, durant la période d'hibernation.

## Attaques d'ours contre le bétail
Depuis l'introduction d'ours slovènes dans les Pyrénées, les éleveurs se plaignent régulièrement d'attaques contre leurs troupeaux. En Ariège, ces attaques d'ours ont augmenté en 2017, 2018 et 2019. Le bilan des pertes inclut les bêtes mortes à la suite d'une chute provoquée par la panique (dérochements). Les victimes sont surtout des ovins : en Ariège, à la suite des attaques d'ours, 259 ovins sont morts en 2015, 655 en 2018, et 1 140 en 2019 (entre le 1er janvier et le 10 octobre).